# Playoffs BAA 1947
Los Playoffs de la BAA de 1947 fueron el torneo final de la temporada 1946-47 de la BAA, que a partir de 1950 se denominaría NBA. Concluyó con la victoria del campeón de la División Este, los Philadelphia Warriors sobre el campeón de la División Oeste, los Chicago Stags, por 4 victorias a 1.

## Tabla
|  | Cuartos de final | Cuartos de final | Cuartos de final |              |    | Semifinales | Semifinales | Semifinales |  |    | Finales NBA | Finales NBA | Finales NBA |  |
|  |                  |                  |                  |              |    |             |             |             |  |    |             |             |             |  |
|  |                  |                  |                  |              |    |             |             |             |  |    |             |             |             |  |
|  | E3               | New York         | 2                |              |    |             |             |             |  |    |             |             |             |  |
|  | E3               | New York         | 2                |              |    |             |             |             |  |    |             |             |             |  |
|  | O3               | Cleveland        | 1                |              |    |             |             |             |  |    |             |             |             |  |
|  | O3               | Cleveland        | 1                |              | E3 | New York    | 0           |             |  |    |             |             |             |  |
|  |                  |                  |                  |              | E3 | New York    | 0           |             |  |    |             |             |             |  |
|  |                  |                  | E2               | Philadelphia | 2  |             |             |             |  |    |             |             |             |  |
|  | O2               | St. Louis        | E2               | Philadelphia | 2  | 1           |             |             |  |    |             |             |             |  |
|  | O2               | St. Louis        |                  |              |    |             |             |             |  |    |             |             |             |  |
|  | E2               | Philadelphia     | 2                |              |    |             |             |             |  |    |             |             |             |  |
|  | E2               | Philadelphia     | 2                |              |    |             |             |             |  | O1 | Chicago     | 1           |             |  |
|  |                  |                  |                  |              |    |             |             |             |  | O1 | Chicago     | 1           |             |  |
|  |                  |                  | E2               | Philadelphia | 4  |             |             |             |  |    |             |             |             |  |
|  |                  |                  | E2               | Philadelphia | 4  |             |             |             |  |    |             |             |             |  |
|  |                  |                  |                  |              |    |             |             |             |  |    |             |             |             |  |
|  |                  |                  |                  |              |    |             |             |             |  |    |             |             |             |  |
|  |                  | O1               | Chicago          | 4            |    |             |             |             |  |    |             |             |             |  |
|  |                  |                  |                  | 4            |    |             |             |             |  |    |             |             |             |  |
|  |                  |                  | E1               | Washington   | 2  |             |             |             |  |    |             |             |             |  |
|  |                  |                  | E1               | Washington   | 2  |             |             |             |  |    |             |             |             |  |
|  |                  |                  |                  |              |    |             |             |             |  |    |             |             |             |  |
|  |                  |                  |                  |              |    |             |             |             |  |    |             |             |             |  |
|  |                  |                  |                  |              |    |             |             |             |  |    |             |             |             |  |
|  |                  |                  |                  |              |    |             |             |             |  |    |             |             |             |  |

## Cuartos de final

### (E2)Philadelphia Warriorsvs. (O2)St. Louis Bombers
| 2 de abril                          | St. Louis Bombers                      | 68–73       | Philadelphia Warriors       |                                                                                      |  |  |
|                                     | Marcador por tiempos: 43–38, 25–35     |             |                             |                                                                                      |  |  |
|                                     | Estadísticas Munroe, Logan 16 cada uno | Reporte Pts | Estadísticas Angelo Musi 19 | Pabellón: Philadelphia Arena, Filadelfia, Pensilvania Asistencia: 8.273 espectadores |  |  |
| Philadelphia lidera las series, 1–0 |                                        |             |                             |                                                                                      |  |  |
|                                     |                                        |             |                             |                                                                                      |  |  |

| 5 de abril            | Philadelphia Warriors                 | 51–73       | St. Louis Bombers             |                                             |  |  |
|                       | Parciales: 12–19, 15–19, 13–17, 11–18 |             |                               |                                             |  |  |
|                       | Estadísticas Angelo Musi 12           | Reporte Pts | Estadísticas Belus Smawley 17 | Pabellón: St. Louis Arena, San Luis, Misuri |  |  |
| Series empatadas, 1–1 |                                       |             |                               |                                             |  |  |
|                       |                                       |             |                               |                                             |  |  |

| 6 de abril                        | Philadelphia Warriors              | 75–59       | St. Louis Bombers             |                                             |  |  |
|                                   | Marcador por tiempos: 36–33, 39–26 |             |                               |                                             |  |  |
|                                   | Estadísticas Joe Fulks 24          | Reporte Pts | Estadísticas Belus Smawley 21 | Pabellón: St. Louis Arena, San Luis, Misuri |  |  |
| Philadelphia gana las series, 2–1 |                                    |             |                               |                                             |  |  |
|                                   |                                    |             |                               |                                             |  |  |

### (E3)New York Knicksvs. (O3)Cleveland Rebels
| 2 de abril                       | New York Knicks            | 51–77       | Cleveland Rebels            |                                            |  |  |
|                                  |                            |             |                             |                                            |  |  |
|                                  | Estadísticas Lee Knorek 10 | Reporte Pts | Estadísticas Ed Sadowski 24 | Pabellón: Cleveland Arena, Cleveland, Ohio |  |  |
| Cleveland lidera las series, 1–0 |                            |             |                             |                                            |  |  |
|                                  |                            |             |                             |                                            |  |  |

| 5 de abril            | Cleveland Rebels                   | 74–86       | New York Knicks            |                                                                                            |  |  |
|                       | Marcador por tiempos: 43–41, 31–45 |             |                            |                                                                                            |  |  |
|                       | Estadísticas Ed Sadowski 26        | Reporte Pts | Estadísticas Stan Stutz 30 | Pabellón: Madison Square Garden III, Manhattan, Nueva York Asistencia: 10.321 espectadores |  |  |
| Series empatadas, 1–1 |                                    |             |                            |                                                                                            |  |  |
|                       |                                    |             |                            |                                                                                            |  |  |

| 9 de abril                    | Cleveland Rebels            | 71–93        | New York Knicks            |                                                                                           |  |  |
|                               |                             |              |                            |                                                                                           |  |  |
|                               | Estadísticas Ed Sadowski 21 | Boxscore Pts | Estadísticas Bud Palmer 26 | Pabellón: Madison Square Garden III, Manhattan, Nueva York Asistencia: 5.124 espectadores |  |  |
| New York gana las series, 2–1 |                             |              |                            |                                                                                           |  |  |
|                               |                             |              |                            |                                                                                           |  |  |

## Semifinales

### (E1)Washington Capitolsvs. (O1)Chicago Stags
| 2 de abril                     | Chicago Stags                         | 81–65       | Washington Capitols                       |                                                                               |  |  |
|                                | Parciales: 15–17, 20–16, 26–13, 20–19 |             |                                           |                                                                               |  |  |
|                                | Estadísticas Tony Jaros 29            | Reporte Pts | Estadísticas Scolari, Feerick 13 cada uno | Pabellón: Uline Arena, Washington D. C. Árbitros: Pat Kennedy, Nate Messenger |  |  |
| Chicago lidera las series, 1–0 |                                       |             |                                           |                                                                               |  |  |
|                                |                                       |             |                                           |                                                                               |  |  |

| 3 de abril                     | Chicago Stags                         | 69–53       | Washington Capitols         |                                                                               |  |  |
|                                | Parciales: 19–10, 17–18, 14–15, 19–10 |             |                             |                                                                               |  |  |
|                                | Estadísticas Max Zaslofsky 15         | Reporte Pts | Estadísticas Bob Feerick 19 | Pabellón: Uline Arena, Washington D. C. Árbitros: Pat Kennedy, Nate Messenger |  |  |
| Chicago lidera las series, 2–0 |                                       |             |                             |                                                                               |  |  |
|                                |                                       |             |                             |                                                                               |  |  |

| 8 de abril                     | Washington Capitols                   | 55–67       | Chicago Stags               |                                                                                    |  |  |
|                                | Parciales: 12–19, 19–13, 14–24, 10–11 |             |                             |                                                                                    |  |  |
|                                | Estadísticas Bob Feerick 16           | Reporte Pts | Estadísticas Don Carlson 22 | Pabellón: Chicago Stadium, Chicago, Illinois Árbitros: Pat Kennedy, Nate Messenger |  |  |
| Chicago lidera las series, 3–0 |                                       |             |                             |                                                                                    |  |  |
|                                |                                       |             |                             |                                                                                    |  |  |

| 10 de abril                    | Chicago Stags                               | 69–76       | Washington Capitols          |                                                                               |  |  |
|                                | Parciales: 8–13, 16–16, 19–23, 26–24        |             |                              |                                                                               |  |  |
|                                | Estadísticas Zaslofsky, Carlson 21 cada uno | Reporte Pts | Estadísticas John Mahnken 18 | Pabellón: Uline Arena, Washington D. C. Árbitros: Pat Kennedy, Nate Messenger |  |  |
| Chicago lidera las series, 3–1 |                                             |             |                              |                                                                               |  |  |
|                                |                                             |             |                              |                                                                               |  |  |

| 12 de abril               | Washington Capitols                   | 67–55        | Chicago Stags                 |                                              |  |  |
|                           | Parciales: 11–12, 16–16, 17–14, 23–13 |              |                               |                                              |  |  |
|                           | Estadísticas Bob Feerick 18           | Boxscore Pts | Estadísticas Max Zaslofsky 20 | Pabellón: Chicago Stadium, Chicago, Illinois |  |  |
| Chicago leads series, 3–2 |                                       |              |                               |                                              |  |  |
|                           |                                       |              |                               |                                              |  |  |

| 13 de abril                  | Washington Capitols                   | 61–66       | Chicago Stags                 |                                                                                    |  |  |
|                              | Parciales: 10–20, 19–10, 19–22, 13–14 |             |                               |                                                                                    |  |  |
|                              | Estadísticas Fred Scolari 25          | Reporte Pts | Estadísticas Chick Halbert 25 | Pabellón: Chicago Stadium, Chicago, Illinois Árbitros: Pat Kennedy, Nate Messenger |  |  |
| Chicago gana las series, 4–2 |                                       |             |                               |                                                                                    |  |  |
|                              |                                       |             |                               |                                                                                    |  |  |

### (E2)Philadelphia Warriorsvs. (E3)New York Knicks
| 12 de abril                         | New York Knicks            | 70–82       | Philadelphia Warriors     |                                                                                         |  |  |
|                                     |                            |             |                           |                                                                                         |  |  |
|                                     | Estadísticas Lee Knorek 20 | Reporte Pts | Estadísticas Joe Fulks 24 | Pabellón: Philadelphia Arena, Filadelfia, Pensilvania Árbitros: John Nucatola, Ed Boyle |  |  |
| Philadelphia lidera las series, 1–0 |                            |             |                           |                                                                                         |  |  |
|                                     |                            |             |                           |                                                                                         |  |  |

| 14 de abril                       | Philadelphia Warriors     | 72–53       | New York Knicks              |                                                                                              |  |  |
|                                   |                           |             |                              |                                                                                              |  |  |
|                                   | Estadísticas Joe Fulks 16 | Reporte Pts | Estadísticas Tommy Byrnes 11 | Pabellón: Madison Square Garden III, Manhattan, Nueva York Árbitros: John Nucatola, Ed Boyle |  |  |
| Philadelphia gana las series, 2–0 |                           |             |                              |                                                                                              |  |  |
|                                   |                           |             |                              |                                                                                              |  |  |

## Finales

### (E2) Philadelphia Warriors vs. (O1) Chicago Stags
| 16 de abril                         | Chicago Stags                                  | 71–84            | Philadelphia Warriors                     |                                                                                      |  |  |
|                                     | Parciales: 12–20, 12–10, 22–22, 25–32          |                  |                                           |                                                                                      |  |  |
|                                     | Estadísticas Chick Halbert 19 Mickey Rottner 2 | Reporte Pts Asts | Estadísticas Joe Fulks 37 Howie Dallmar 4 | Pabellón: Philadelphia Arena, Filadelfia, Pensilvania Asistencia: 7.918 espectadores |  |  |
| Philadelphia lidera las series, 1–0 |                                                |                  |                                           |                                                                                      |  |  |
|                                     |                                                |                  |                                           |                                                                                      |  |  |

| 17 de abril                         | Chicago Stags                                             | 74–85            | Philadelphia Warriors                           |                                                                                      |  |  |
|                                     | Parciales: 17–14, 21–27, 21–22, 15–22                     |                  |                                                 |                                                                                      |  |  |
|                                     | Estadísticas Chet Carlisle 19 cuatro jugadores 1 cada uno | Reporte Pts Asts | Estadísticas Howie Dallmar 18 Ralph Kaplowitz 2 | Pabellón: Philadelphia Arena, Filadelfia, Pensilvania Asistencia: 7.604 espectadores |  |  |
| Philadelphia lidera las series, 2–0 |                                                           |                  |                                                 |                                                                                      |  |  |
|                                     |                                                           |                  |                                                 |                                                                                      |  |  |

| 19 de abril                         | Philadelphia Warriors                 | 75–72       | Chicago Stags                               | |  |  |
|                                     | Parciales: 18–17, 13–14, 16–15, 28–26 |             |                                             | |  |  |
|                                     | Estadísticas Joe Fulks 26             | Reporte Pts | Estadísticas Zaslofsky, Carlson 15 cada uno | Pabellón: Chicago Stadium, Chicago, Illinois Asistencia: 2.209 espectadores Árbitros: Pat Kennedy, Jim Beiersdorfer |  |  |
| Philadelphia lidera las series, 3–0 |                                       |             |                                             | |  |  |
|                                     |                                       |             |                                             | |  |  |

| 20 de abril                         | Philadelphia Warriors                            | 73–74            | Chicago Stags                                           | |  |  |
|                                     | Parciales: 17–19, 17–23, 18–23, 21–9             |                  |                                                         | |  |  |
|                                     | Estadísticas George Senesky 24 Jerry Fleishman 4 | Reporte Pts Asts | Estadísticas Max Zaslofsky 20 tres jugadores 1 cada uno | Pabellón: Chicago Stadium, Chicago, Illinois Asistencia: 1.934 espectadores Árbitros: Pat Kennedy, Jim Beiersdorfer |  |  |
| Philadelphia lidera las series, 3–1 |                                                  |                  |                                                         | |  |  |
|                                     |                                                  |                  |                                                         | |  |  |

| 22 de abril                       | Chicago Stags                           | 80–83            | Philadelphia Warriors                     |                                                                                      |  |  |
|                                   | Parciales: 13–27, 25–13, 30–23, 12–20   |                  |                                           |                                                                                      |  |  |
|                                   | Estadísticas Tony Jaros 21 Tony Jaros 3 | Reporte Pts Asts | Estadísticas Joe Fulks 34 Howie Dallmar 4 | Pabellón: Philadelphia Arena, Filadelfia, Pensilvania Asistencia: 8.221 espectadores |  |  |
| Philadelphia gana las series, 4–1 |                                         |                  |                                           |                                                                                      |  |  |
|                                   |                                         |                  |                                           |                                                                                      |  |  |